# Zaraźnica piaskowa
Zaraźnica piaskowa, zaraza piaskowa (Phelipanche arenaria (Borkh.) Pomel) – gatunek rośliny z rodziny zarazowatych (Orobanchaceae). 

## Zasięg występowania
Występuje w Afryce Północnej (Algieria, Maroko), południowej i środkowej Europie oraz na części Azji (Kaukaz, Turcja, Iran, Kazachstan, Czelabińsk). W Polsce roślina bardzo rzadka. Podano ją z kilku tylko stanowisk nad dolną Odrą i dolną Wisłą oraz na jednym stanowisku koło Lubiąża na Dolnym Śląsku.

## Morfologia

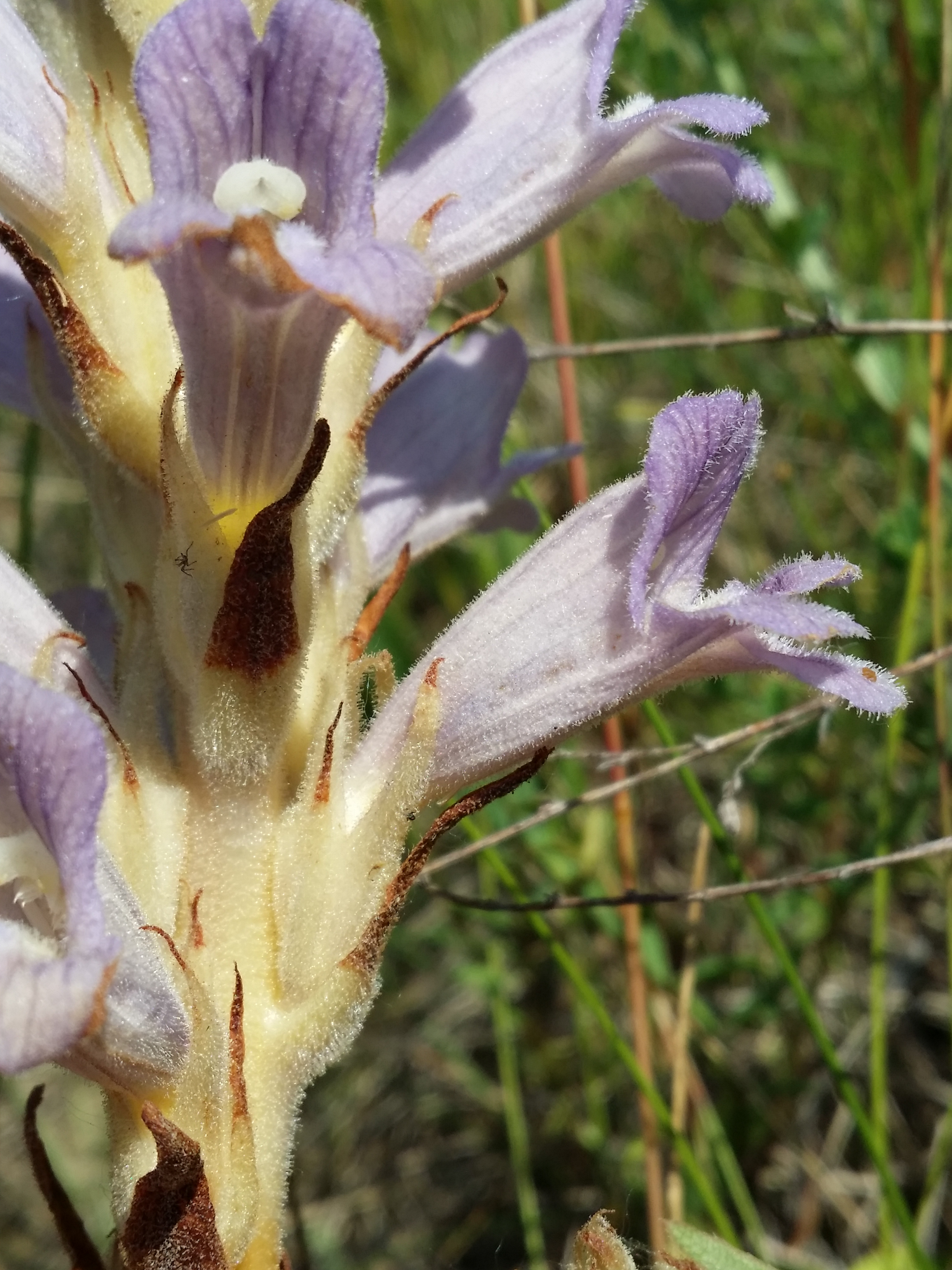
Kwiaty

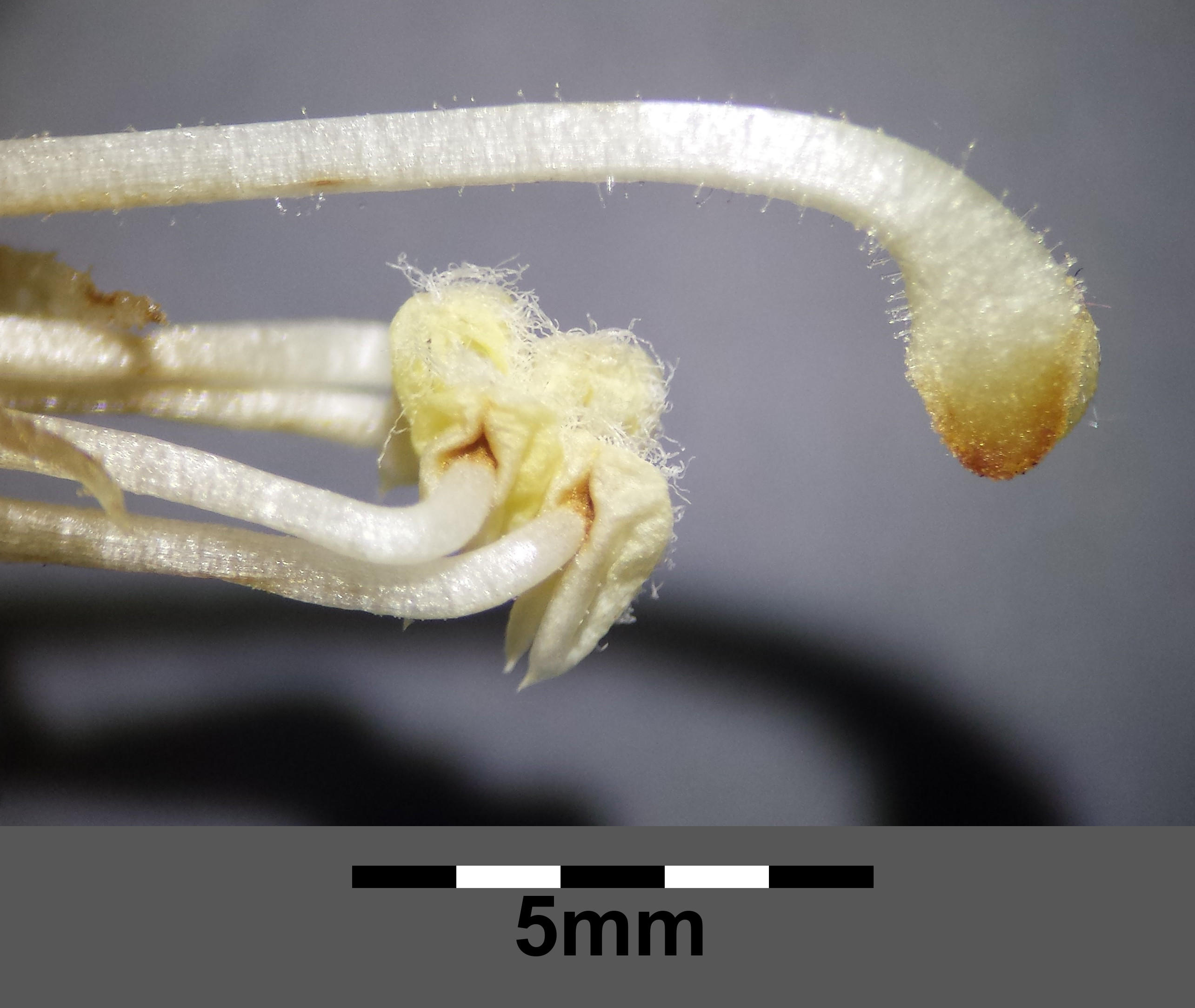
Owłosione pylniki i szyjka słupka

PokrójRoślina żółtawobiała lub bladoniebieska, ogruczolona, dorasta do 30 cm wysokości.
ŁodygaCała pokryta dużymi łuskami.
KwiatyGrzbieciste, na bardzo krótkich szypułkach, każdy z dwoma podkwiatkami, zebrane w walcowaty, gęsty kwiatostan. Kielich dzwonkowaty, 4–5-ząbkowy. Ząbki dłuższe od rurki. Korona kwiatu przewężona koło nasady pręcików, jasnoniebieskofioletowa, biaława u nasady, długości 25–35 mm. Pylniki gęsto, wełniście owłosione.

## Biologia i ekologia
Bylina, geofit. Jest rośliną bezzieleniową i, jak wszystkie zarazy, pasożytem. Najczęściej pasożytuje na roślinach z rodzaju bylica (Artemisia sp.). Kwitnie w czerwcu i lipcu.

## Zagrożenia i ochrona
W latach 2004–2014 roślina była objęta w Polsce ochroną ścisłą, od 2014 roku podlega częściowej ochronie gatunkowej. Gatunek został umieszczony na Czerwonej liście roślin i grzybów Polski (2006) w grupie gatunków wymarłych (kategoria zagrożenia Ex). W wydaniu z 2016 roku otrzymał kategorię CR (krytycznie zagrożony).
Znajduje się także w Polskiej czerwonej księdze roślin w grupie gatunków krytycznie zagrożonych (kategoria zagrożenia CR).